# Josh Sole
Pas d'image ? Cliquez ici

a Compétitions nationales et continentales officielles uniquement.

b Matchs officiels uniquement.
Dernière mise à jour le 31 août 2016.
Joshua William Sole, né le 15 février 1980 à Hamilton (Nouvelle-Zélande), est un joueur de rugby à XV néo-zélandais. Il joue en équipe d'Italie et évolue aux postes de troisième ligne aile, troisième ligne centre ou deuxième ligne (1,96 m pour 110 kg).

## Carrière

### En club et province
- 2004-2005 : Waikato (NPC)  Nouvelle-Zélande
- 2005-2010 : Arix Viadana (Super 10)  Italie
- 2010-2012 : Aironi Rugby (Pro12)  Italie
- 2012-2013 : Zebre (Pro12)  Italie
- 2013-2015 : Bay of Plenty (NPC)  Nouvelle-Zélande

### En équipe nationale
Il a honoré sa première cape internationale en équipe d'Italie le 11 juin 2005 par une défaite 35-21 contre l'équipe d'Argentine.

## Palmarès
- 47 sélections en équipe d'Italie depuis 2005
- 3 essais (15 points)
- Sélections par année : 3 en 2005, 11 en 2006, 9 en 2007, 7 en 2008, 10 en 2009, 5 en 2010, 1 en 2011
- Tournois des Six Nations disputés : 2006, 2007, 2008,2009, 2010, 2011

En coupe du monde :
- 2007 : 2 sélections (Roumanie, Écosse)